# زو یوئه
زو یوئه (انگلیسی: Zuo Yue؛ زادهٔ ۲۰ آوریل ۱۹۶۳) بازیکن والیبال اهل چین بود. وی در بازی‌های المپیک تابستانی ۱۹۸۴ شرکت کرده‌است.